# Jakob Haringer
Jakob Haringer, född 16 mars 1898, död 3 april 1948, var en tysk författare.
Haringer tillhörde den expressionistiska generationen. Han verkade främst som lyriker, där främst hans Dichtungen (1925- ) märks, men skrev också berättelser och filosofiska uppsatser.